# Bucătăria calabreză

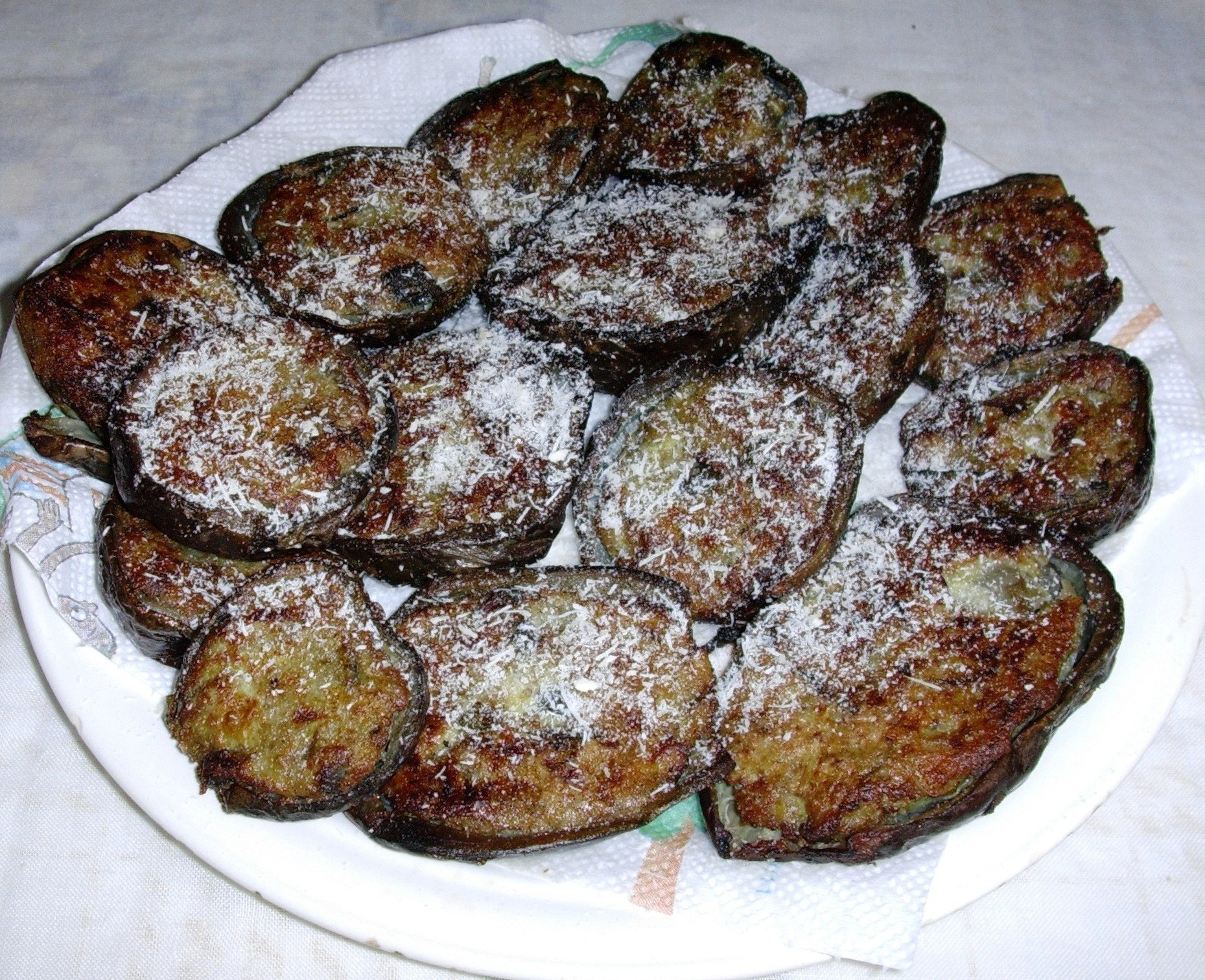
Vinete umplute

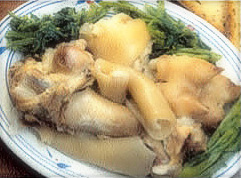
The frittole

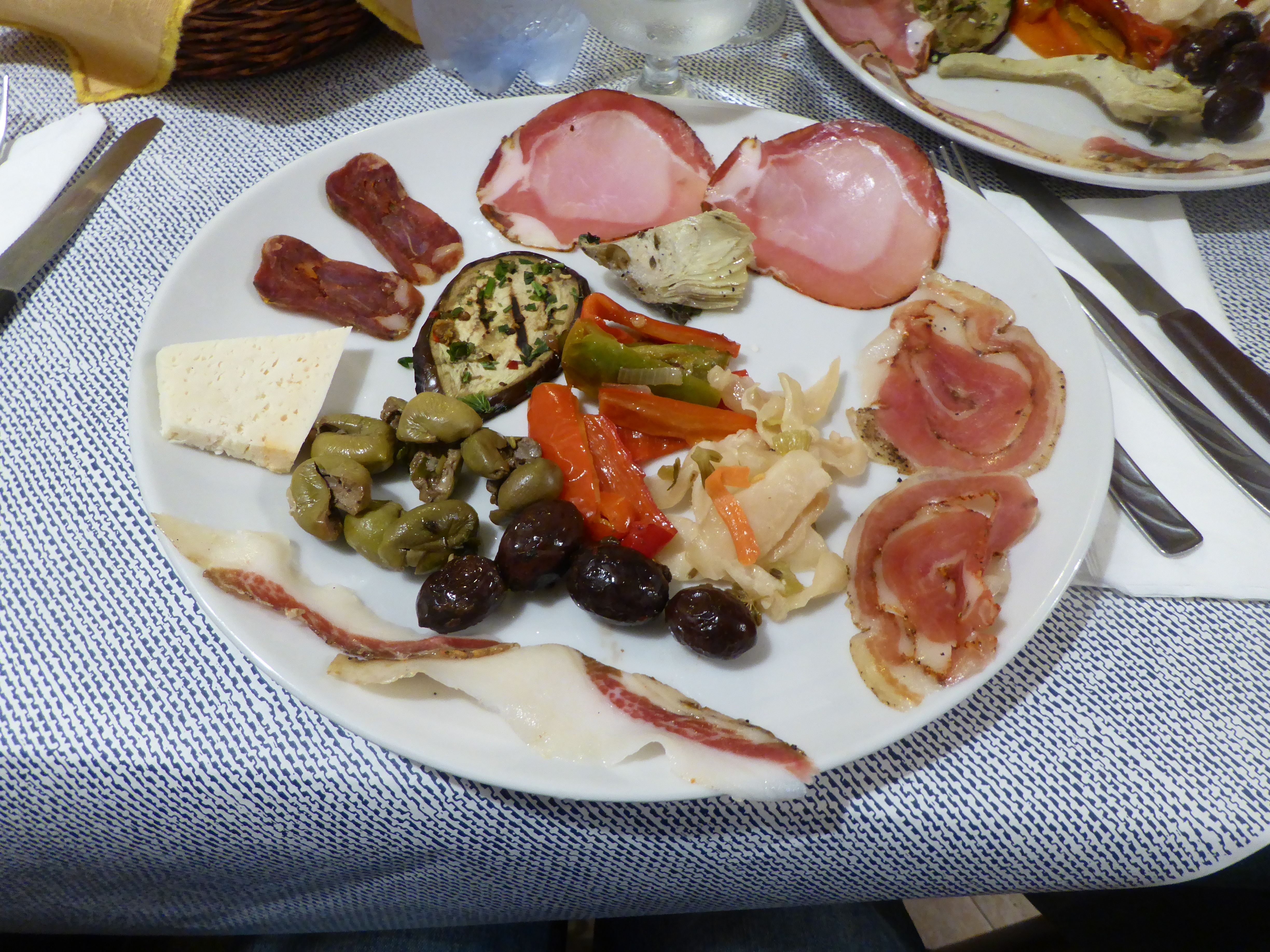
Aperitiv calabrian

Bucătăria calabreză este o bucătărie săracă, de origine țărănească, cu numeroase preparate strâns legate de ocaziile religioase: de Crăciun și de Epifanie se obișnuia să se pune treisprezece feluri sunt pe masă, în timp ce la Carnaval mănânci macaroane, Chifteluțe și porc. Paștele se sărbătorește cu friptură de miel, cudduraci și pâine spirituală și la fel și pentru celelalte sărbători. Un sos foarte important este 'nduja, foarte picant și excelent pentru crostini.

## Caracteristici
În Calabria, după cum a observat filologul german Gerhard Rohlfs, nu există o adevărată unitate etnică sau lingvistică și, prin urmare, nici măcar producțiile sale culinare nu sunt omogene, suferind din cauza străvechii împărțiri între [ [Calabria Citeriore]] și Calabria Ulteriore. Sunt puține feluri de mâncare care pot fi găsite în toate cele cinci provincii actuale, cum ar fi pastele „ca muddica și hamșa, parmigiana de vinete și stockfish, pe care totuși le au. diferite preparate în diverse teritorii. provincia Reggio Calabria, și cu atât mai mult orașul Reggio, diferă de celelalte, în special de cosentina care, chiar și geografic, este foarte distanta .
Sunt importante alimentele conservate, precum ansoa sarata, desarata si pusa in ulei cu ardei iute, porc carnati (cum ar fi 'nduja si soppressata Calabrian), branzeturile, legumele în ulei și roșii uscate, ceea ce ne-a permis să supraviețuim în perioadele de foamete, precum și în perioade lungi de asediu de către pirați Saraceni ("turcii").
viticultura este în creștere și producția de măsline se menține, deși a scăzut.
De remarcat este folosirea legumelor: vinetele mai presus de toate dar și roșiile, ardeii, ceapa roșie, salata verde, broccoli și legumele precum fasolea, năutul, lintea și fasolea.
Pâinea folosește foarte mult grâul dur (în special tipul giugiulena) iar pastele de casă sunt larg răspândite. Ardeii iute, mai mult sau mai puțin picant, sunt folosiți pe scară largă, mai ales în sosuri și feluri principale.

## Primele feluri
Calabrian baked pasta

- Paste Cacocciuli ca': paste cu ciulini sălbatici;
- Cuccìa: Mâncare tradițională preparată cu ocazia sărbătorilor patronale ale orașelor presilei cosentina. Mancarea este pe baza de grau, porc si/sau capra, sau intr-o varianta dulce cu scortisoara, ciocolata si coaja de portocala;
- Maccarruni ca sarsa: este un fel de mâncare tradițional calabrian care se mănâncă în Condofuri, Melito di Porto Salvo, Bova Marina și în  provincia Reggio Calabria;
- Fileja sau fhilatierj (tipic pentru toată Calabria, cunoscut sub diferite denumiri în diferitele zone: maccarruni i casa, scilatelli, maccarruni a firrettu , stranguggji, strozzaprìaviti etc.): paste asemănătoare macaroanelor, sunt făcute în casă cu ferretto tipic calabrian care era folosit pentru confesionare ciorapii (u' f'rzuh'); în vibonese și în reggino pentru preparare se folosește, sau cel puțin pe vremuri, pentru a le înveli cu gonaci , sau tulpinile lemnoase ale florii disa (Ampelodesmos mauritanicus, gùtimu în Calabria). Se asortează excelent cu carnea de capră. În zona Vibo, o asociere tradițională este cu năut. În zona Reggio sunt asezonați cu ragù de porc, iar în Bova este tipic ragù de capră care trebuie să fie „plăcită”, adică unul care nu a cunoscut masculul.
- Tagghiulini chi ciciri: tagliatelle tipice din toată Calabria, în special cele de origine Magna Graecia, însoțite de năut;
- Maccarruni i'casa: macaroanele aparțin celei mai vechi tradiții calabreze și trebuie considerate progenitorii pastelor care apoi s-au răspândit din Calabria în peninsula. Preparate cu un amestec de făină de tip 0, gris și apă, erau modelate în vremuri străvechi în jurul unei tulpini de o anumită plantă, astăzi în jurul unui ac de tricotat sau, mai des, cu mașini industriale, și asezonate cu sosuri bogate pe bază de capră, carne de vită sau de porc (maccarruni cu'zucu ra Crapa, ru boi sau ru porcu). Se completeaza cu ricotta sarata rasa;
- Maccarruni a pasturali;
- Pasta a lu fùrnu sau pasta 'ncasciàta (în zona Reggio): rigatoni scurti sau paccheri asezonați cu sos de carne, chiftele și mezeluri, îmbogățit cu ouă fierte și caciocavallo sau provola și multă brânză pecorino. Se înglobează ('ncasciàti) între două sau mai multe straturi de vinete prăjite într-o tigaie, completând gătitul la cuptor;
- Pasta ca' muddica si hamsii: preparat extrem de simplu si gustos format in general din spaghete asezonate cu hamsii si ulei legate cu o mana de paine rasa si prajita;
- Pasta chi melangiane mbuttunate: paste (deseori paste 'i casa) asezonate cu vinete care sunt "'mbuttunate" cu pesmet tocat, pecorino, parmezan si ierburi, prajite si apoi trecute in rosii sos. Paste tipice din Reggino și Locride.
- Suppa di pani i migliu: fel de mâncare tipic Sant'Agata di Esaro, este o supă compusă din pâine de mei, fasole, coji de porc, cicoare și ardei uscați, cu adăugarea de piure de roșii.
- Paste si fasole stil paisana: fasole, cartofi, broccoli si pastele fierte impreuna si apoi asezonate cu ulei de masline pe farfurie;
- Pasta e lambà: paste cu melci, care se consumă în perioada octombrie și noiembrie în centrul și nordul Calabriei;
- Paste si cartofi ara tijeddra: paste si cartofi copti, mancare tipica din Cosenza gatita cruda cu toate ingredientele: penne a candela, cartofi, sos, parmezan ras, usturoi, oregano si sare). În Reggio Calabria, pe bază de ceapă, ulei și roșii, proaspete sau conservate în sticlă, cu țelină, ardei iute roșu și vara și busuioc, cartofii se fierb aproximativ o oră și apoi se adaugă pastele „degetar” . Se servesc cu o mana de pecorino;
- Perciatelli cu piscistoccu;
- Pulenta chi'e brocculi e curcuci: mamaliga cu broccoli si cracklings;
- Rascatìlli: tipice zonei Ionice Cosenza, sunt asemănătoare strascinaților lucani pregătiți „absolut” manual, cu degetele: diferă prin numărul de degete implicate în creație”’ 'a duj dit" (două degete) la "a gott' dit" (opt degete);
- I cipudduzzi supa: tipica Calabriei centrale si nordice, este o supa de paine si ceapa salbatica, asemanatoare cu lampascionii lucani si puliani;
- Gnocchi în stil Cosenza: presupune pur și simplu amestecarea făinii cu apă clocotită (adică adusă la fierbere). Din aluat se fac apoi gnocchi (de parca ar fi unul cu cartofi). În general, sunt asezonați cu un raguut bogat de porc. Este un fel de mâncare pentru zilele festive;
- Paste și cartofi ca' trimma: se prăjesc cartofii noi necurățați și tăiați cubulețe. Se combină în tigaie, după ce s-au scurs scurt, cu pastele scurte fierte al dente, cu ouă bătute cu brânză pecorino și piper negru. Se amestecă câteva minute și se servește imediat.[1]
- Paste si caulisuri: se caleste o ceapa taiata in felii subtiri, se adauga bacon gras tocat cu patrunjel si se lichefiaza in ulei de masline din belsug, apoi se adauga conopida taiata bucatele, cateva oale de apa. si o stropire de piper negru, continuand la foc moderat pana cand sunt complet fierte. Pastele scurte sunt asezonate precum rigatoni, paccheri sau degetare mari.
- Paste si mazare: se pregatesc cu o ceapa rasa care se rumeneste in putin ulei de masline, se adauga un amestec de untura si patrunjel, apoi se adauga mazarea si cateva coji de porc jumatate -carne de porc gătită (frittules) conservată în borcane de piură. Adăugați două linguri de suetă și continuați să gătiți la foc foarte moderat timp de aproximativ două ore. Pastele sunt asezonate în formate de degetare sau vermicelli. Tipic luni de Paștele în zona Reggio.
- Paste si fasole: se gatesc cu acelasi procedeu ca pastele si mazare.
- Maccu di fave: un piure de fasole uscată condimentat cu ulei de măsline pe farfurie și însoțit de crutoane.[2]
- Taddi cu roșii: o supă de blaturi de dovleac cu roșii proaspete.[3]
- Ciciari ca paste: năut cu paste. O supă de năut îmbogățită cu ceapă, slănină tocată și bucăți de pulpă de vită, asezonată cu ulei de măsline.[4]
- Vermicelli alla riggitana: rumeniți un cățel de usturoi în ulei de măsline, adăugați roșii pachino, capere și oregano și asezonați vermicelli.[5]
- Linguine Aspromonte: linguine asezonate cu un sos preparat cu ceapă, ciuperci porcini, vinete, ardei, roșii, dovlecei prăjiți și aromate cu ardei iute roșu.[6]
- Escarole ammuddicata: scarola cu firimituri. După fierbere, scarola este aromată cu un cățel de usturoi tocmai rumenit în ulei de măsline și se adaugă pesmet și brânză pecorino.[1]

## Al doilea fel

### Carne
- Frittole: sunt coji de porc și carne rămasă după prepararea mezelurilor, fierte în grăsimea animalului în caddara sau cardara' ', tipic pentru reggino și zonele muntoase din Calabria[7];
- Curcùci sau salimorati, frisulimi si alte denumiri: tipice mai ales in zona Reggio, sunt mici bucăți de carne de porc, rămase după gătirea friturilor amestecate cu untură[8];
- Chifteluțe de mamuță: preparate cu un amestec de carne tocată de porc, pâine înmuiată, ouă, ardei iute, usturoi și brânză de capră. Ulterior, chiftelele sunt preparate cu mainile in forma de bilute de marime medie Sunt printre cele mai cunoscute si apreciate preparate tipice calabriei;
- Chiftele cu mei stil Santagatese: cel mai reprezentativ fel de mâncare din bucătăria Santagatese (de la Sant'Agata di Esaro). Compus din pâine de mei, carne de porc, ouă, pătrunjel, pecorino și „apă” de roșii de casă (sos de roșii diluat în apă), se fierb încet în sos, iar apoi se servesc fie cu macaroane, fie singure. Tradiția spune că în farfurie ar trebui să fie trei chifteluțe. Aceste chiftele au cunoscut multe variații regionale, dar cele de la Sant'Agata di Esaro rămân emblematice în întreaga provincie Cosenza și Calabria;
- Bucalàci (melci, melci): pe alocuri numiti si vermituri, vavaluci sau virdelli  (aceștia din urmă sunt un fel de melc cu o culoare verzuie).
- Capocollo prajit in 'nduja cu ceapa de Tropea (numit si cap'collu fritt' n'da 'nduja ca a cipoll' i Tropea in dialect calabrian): este un felul al doilea gătit prin prăjirea capocollo în 'nduja (cârnat tipic calabrian, specialitatea Spilinga) apoi adăugând ceapa roșie de Tropea și uneori niște pâine sau vinete. Este adesea gătit în multe zone din Calabria;
- Satizzu sau saddizzu în Reggio sau sozizzu sau sazizza în cosentino (Carnat Calabrian): picant cu ardei iute roșu măcinat în centrul și nordul Calabriei, cu piper negru și fenicul sălbatic în cel sudic.
- Suppizzato, supprezzata, surpressata (adică suspendat** (soppressata calabres), are două tipuri diferite: picant cu ardei iute roșu picant și, mai rar, dulce în Calabria centrală și de nord Cu piper negru și fenicul sălbatic în sudul Calabriei, în special în zona Reggio.
- Ficatu alla riggitana: ficat de vitel cu ceapa, cartofi prajiti si amestecat cu otet de vin.
- Mazzacorde alla Cosentina:'''''' preparat cu maruntaie de miel (trip, plaman, inima, splina, intestine, plasa) si asezonata cu usturoi, ardei iute rosu picant, rosii decojite, busuioc, oregano, ulei ulei de măsline virgin și sare.
- Murzeddhu (tipic în Catanzaro): o tocană de organe de vițel cu sos de roșii și ardei iute picant din abundență. Este însoțit de pitta, un fel de pâine de casă[9][10]
- Cervellata: tipic pentru centrul și nordul Calabriei.
- Suffrittu (soffritto), tipic pentru Reggio Emilia și sudul Calabriei, este preparat cu organe și poate fi din carne de vițel, ied, miel și porc. Dacă carnea de vită este gătită într-o tigaie cu bucăți de tripă, rinichi, splină și inimă, cu ceapă, roșii, ardei iute și untură. Dacă de la oi, cu toate măruntaiele; dacă porc numai cu plămân.[11]
- A cutra ru bizzolu;
- Crapett all'usu i Riggiu;
- Capra cu ragù;
- Caèra în stilul Polsi;
- Carne de oaie;
- Tocanita calabresa;
- Stufatu alla Santagatisa, tocană în felul Sant'Agata di Esaro
- Ragù calabres;
- Cotlet;

### Pește

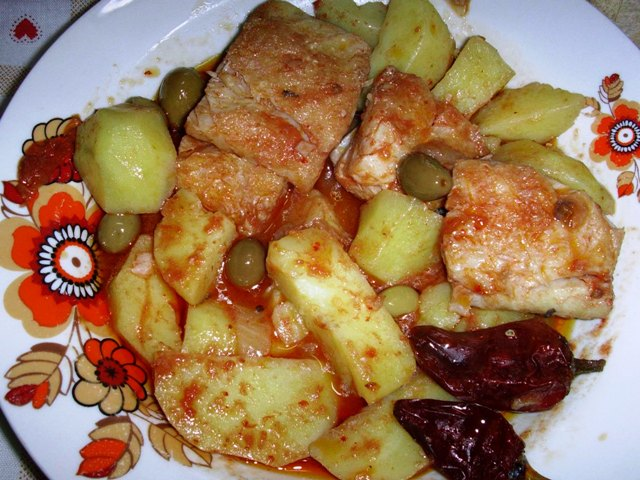
Stocco alla mammolese, fel de mâncare tipic din Mammola și Calabria

- Cod stil Cosenza: preparat cu cartofi, masline negre, ardei, sos de rosii, dafin, patrunjel, sare si piper;
- Pește-spadă Calabria[12] se gătește în multe feluri de mâncare, inclusiv:
  - Piscispata alla riggitana
  - Piscispata alla bagnarota
  - Piscispata 'rustùtu cu'sarmurìgghiu: pește-spadă prăjit cu salmoriglio, preparat tipic din Reggio Emilia;
  - Piscispata a'gghiotta: fel de mâncare tipic Reggio;
  - Bracioletti i Piscispata': rulouri de pește-spadă, un preparat tipic Reggio;
- Stocco Fish sau stockfish, în special stockfish Mammola, (inclus în Lista Națională a Produselor Agroalimentare de către Minister de Politici Agricole și Silvice) și, de asemenea, cea a Cittanova. „Stocco” este gătit în diverse moduri și este considerat printre cele mai renumite mâncăruri tipice ale gastronomiei calabreze;
  - Stocco cu ciuperci: "stocco-ul" se gateste cu ciuperci in sos de rosii sau alb;
  - Stocco si fasole: "stocco" se gateste cu fasole si rosii in tiana, un recipient de teracota;
  - Stocul prăjit: „stoculul” se prăjește pe jar sau pe grătar și se asezonează cu ulei de măsline;
  - Stocco alla mammolese: preparat cu bucatele de "stocco" si cartofi in sos de rosii, masline si ardei iute, este considerat printre cele mai cunoscute feluri de mancare tipice din Calabria.
  - Piscistoccu a 'nzalata: stocfish in salata, crud, macerat in lamaie, sare si patrunjel;
  - Pescistoccu alla trappitara: stocfish alla frantoiana, tipic din Reggio Calabria;
  - Vetele umplute cu stocfish;
  - Ventriceddi i piscistoccu: burta de stoc, umpluta cu pesmet asezonat.
- Ton de la Reggio "stil bagnarese"
- Sardella (în dialect "sardedda"), tipic pentru Crucoli, Cariati, Crosia,  Trebisacce (numită aici à sardicella picant) și Cirò dar răspândită în toată Calabria, este o pastă cremoasă pe bază de sardine sau bianchetti (babii de sardine) cu sare, ardei iute și diverse condimente (de exemplu, fenicul). Se folosește întinzându-l pe pâine, caz în care se obișnuiește să-l servești cu ceapă proaspătă, sau ca condiment pentru spaghete.
- Turtera di lici: plăcintă din hamsii;
- Spatula turtera: chiflă de peste steag;
- Cutuletti i spatula: cotlet de peste steag;
- Spatula a brodettu; pește steag înăbușit;

### Legume
Fennels and fasole

- Chiftele vinete
- Vetele umplute, „melangiani chjini” sau „mulingiani chini”, se prepară cu umplutura pulpei vinetelor în sine, aroma este determinată de amestec și natural arome . Vinetele se prepara si cu umplutura de stocfish, ricotta, legume, cartofi, ceapa si sos de rosii etc.;
- Vetele feliate;
- Cartofi 'mpacchiuse; preparat tipic din centrul-nordul Calabriei. Varianta Cosenza include și ceapă și ardei iute în prăjit și variante suplimentare de ardei și cârnați;
- Pìpi chìni: ardei umpluti;
- N'ghiambara: omleta cu ceapa, tipica orasului Cosenza;
- Gianfùttiri: peperonata pe bază de legume, compusă din diverse legume gătite separat, apoi prăjite în ulei și stropite cu oțet strâns într-un singur fel de mâncare (mâncare tipică din nordul Calabriei centrale) ;
- Vruacculi napul si sa te umple: broccoli prajit cu napi si carnati, un preparat tipic Cosenza;
- Vruacculi ara tijeddra: Broccoli calabrian fiert si apoi copt cu ulei, usturoi, branza pecorino si pesmet, un preparat tipic din nordul Calabriei;
- Màccu (macco): piure de fasole fiert, redus la pulpă și asezonat cu ulei și fenicul sălbatic;[13]
- Pipi fritti, numit si patati e pipareddi sau pipi e patati: ardei prajiti cu cartofi;
- Zafarani a rusceddra sau zafarani a ruscella, sau zafarani cruschi: ardei uscați vara, care se prăjesc făcându-i foarte crocanti , un preparat tipic din centrul-nordul Calabriei;
- Ammuddicati: ardei, rosii, dovlecei, ceapa, cartofi umpluti cu pesmet serviti cu branza, usturoi si capere;
- Cucuzzeddi ca trimma: dovlecei cu ou si pecorino ras;
- Brocculi 'ffucati: Broccoli de Calabria inabusit cu ulei si usturoi;
- Ardei iute umpluti: ardei cires umpluti cu ton, cu adaos de capera, si conservati in ulei.

### Altele

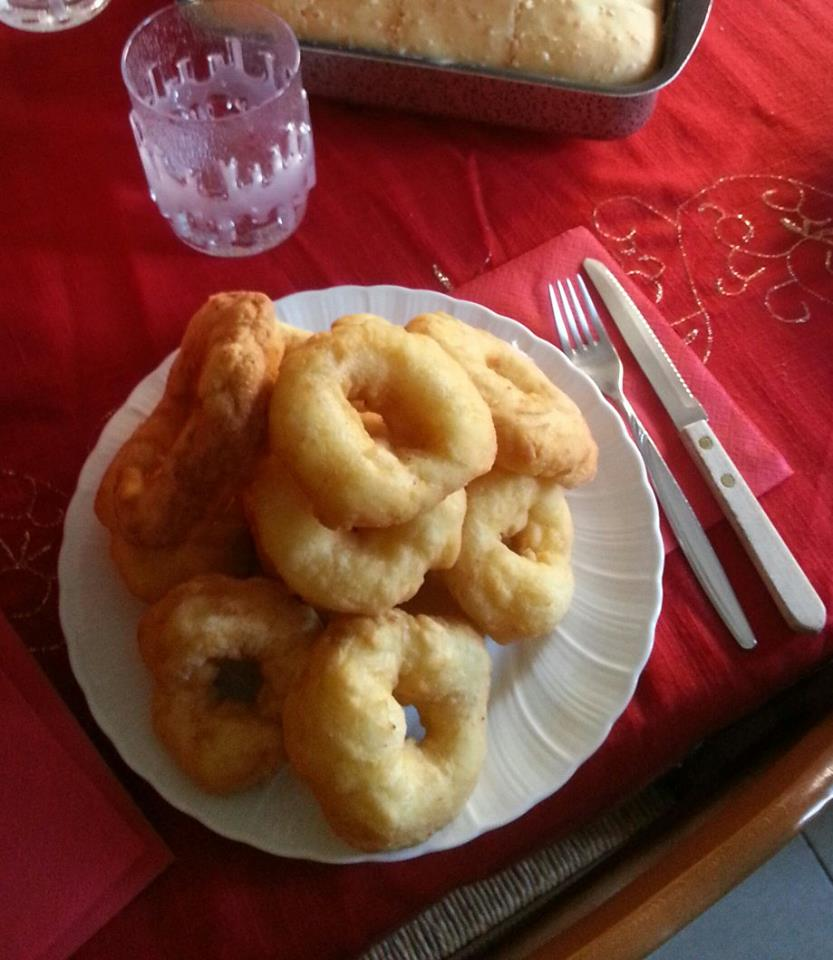
O farfurie de cuddrurieddri cosentini

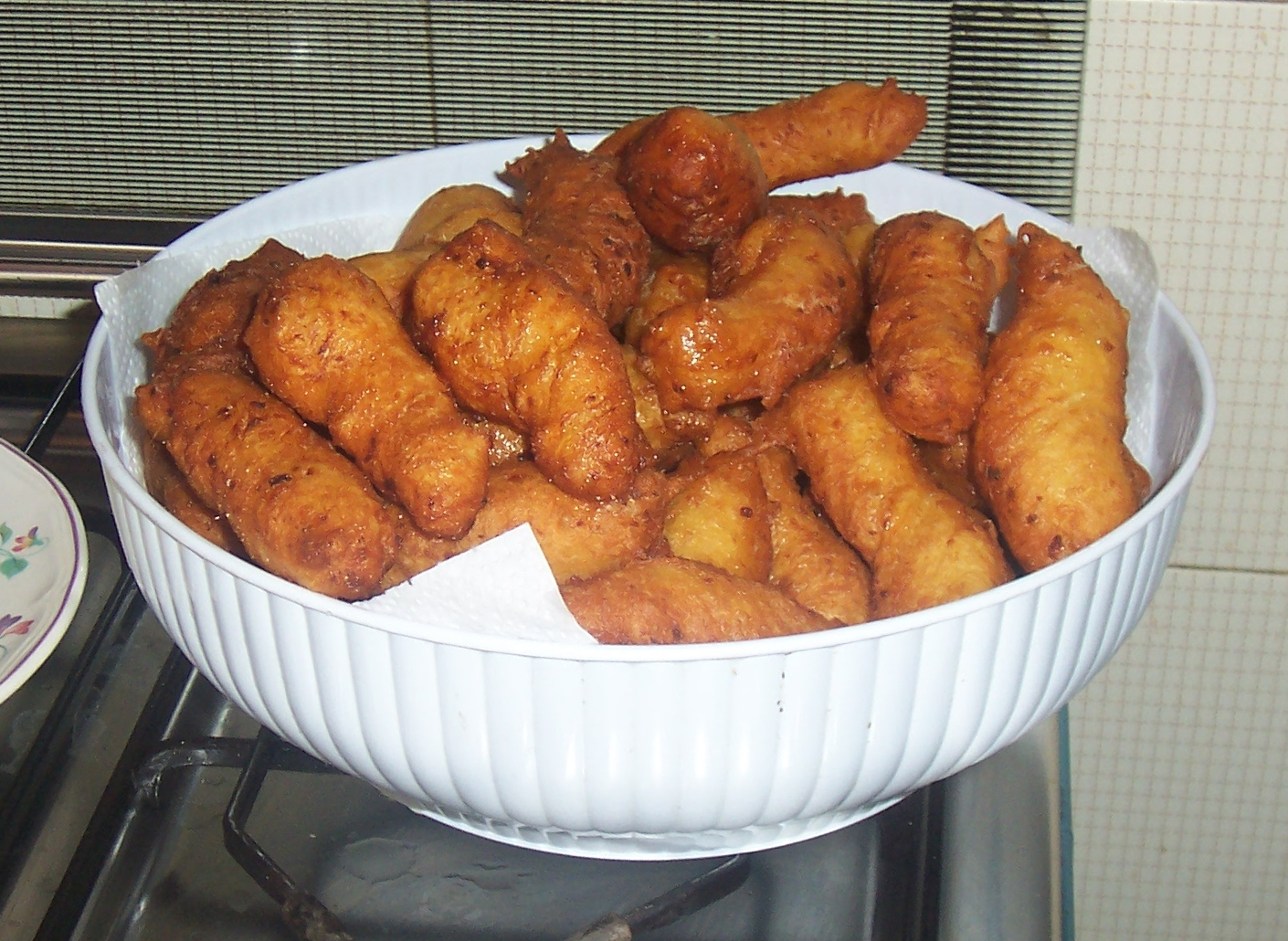
Zippule

- Cuddrurieddri Cosenza: preparate în mod tradițional în perioada Crăciunului, care începe de la 'Immacolata (de aceea sunt numite în continuare cuddrurieddri d'a 'Mmaculata) all'Epifanìa. Se prepară prin fierberea și piureul cartofilor. După ce ați răcit cartofii fierți și piureul, adăugați drojdia și făina și frământați totul, "pigliann a ppugni". Apoi bucăți de aluat sunt făcute în forme de gogoși, bile (de obicei făcute cu hamsii) sau lungi. După ce le lasă să crească, se prăjesc în ulei clocotit. Pentru cei care doresc pot fi si inmuiati in zahar;
- Biscottu a 'capunata: biscuit de grau "a caponata", un preparat tipic din Reggio Emilia;
- Zippuli: preparat cu un amestec de cartofi si faina si apoi prajit;
- Cartofi și caccìoffuli alla mascisc, topinambur[14]
- Licurda: supă de ceapă, țelină, cartofi, pește, roșii și ouă, ca condiment pentru pâinea veche, un fel de mâncare tipic din nordul Calabriei.

## Mezeluri
- 'Nduja: salam tipic calabrian picant sau dulce, tipic Calabriei centrale, tocmai din Spilinga, în provincia Vibo Valentia.

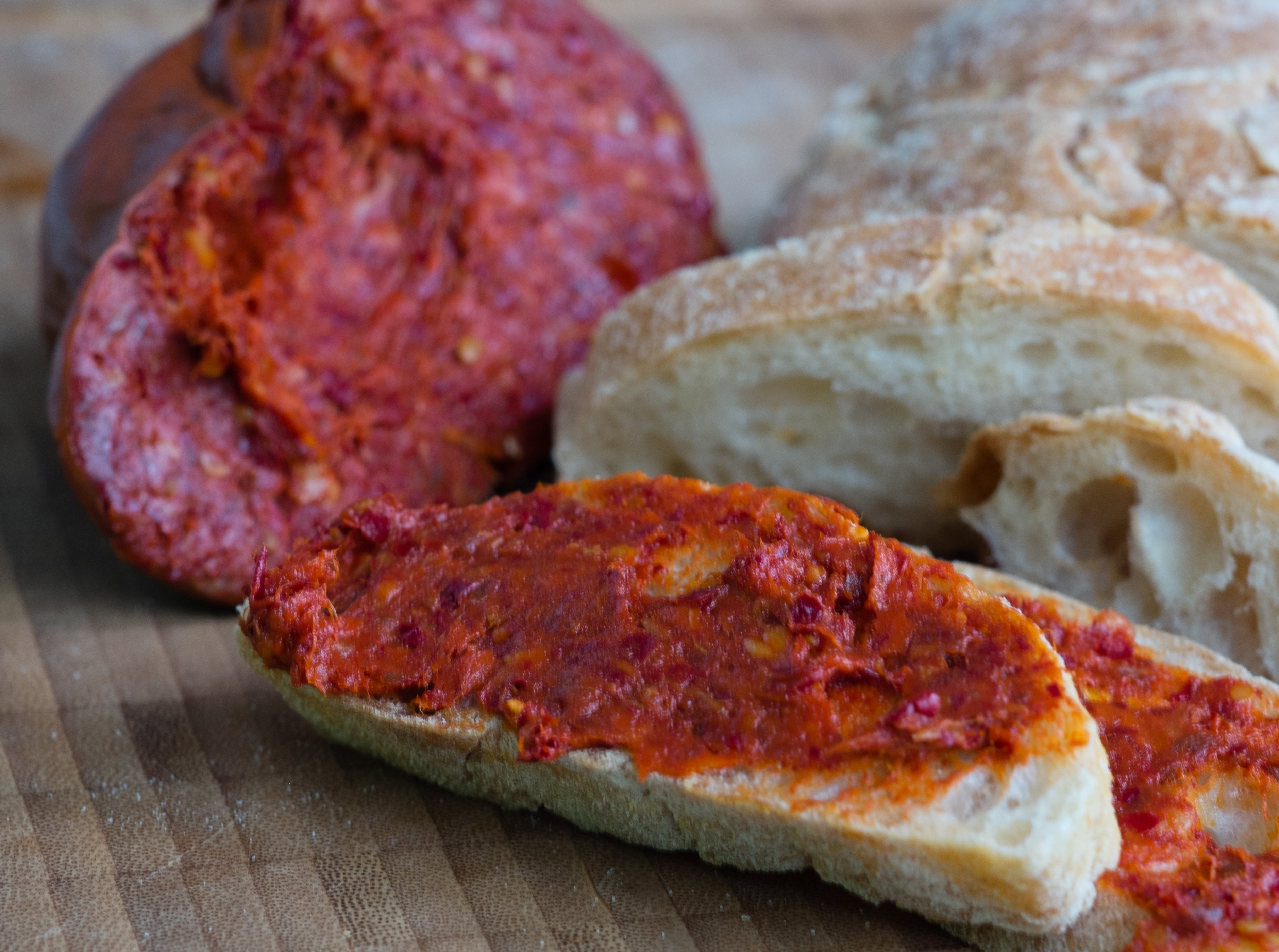
'Nduja

- Soppressata di Calabria: se prepară luând cele mai bune părți din carnea de porc, tăiată în bucăți mari și adăugând piper negru, fenicul (boabe), sare și  Ardei iute de Calabria, umplundu-le in tripa naturala, in special trebuie sa folositi tripa care vine din intestinul gros.
- Carnat de Calabria: se pregateste cu carne de porc tocata combinata cu piper negru, fenicul (boabe), sare si ardei iute de Calabria, umplundu-le in tripa naturala, trebuie folosit în special învelișul care provine din intestinul subțire.
- Capocollo di Calabria sau capicoddhu, capicodu, capaccùallu, capicoju, capaccùaddru, capeccùallu;
- Slanina de Calabria: se face cu burta porcului, se indeparteaza pielea si partea interioara formata din carne si grasime si se pune in sare pt. câteva zile După terminarea perioadei de sărare, slănina se întinde cu ardei iute roșu sau negru picant măcinat, se rulează și se leagă și se lasă la maturat.
- obraz de Calabria sau bucculàru, bufhularu, vuccularu, vusjhulu sau vusjhularu:
- Salame pezzente: sau pizzenti, nduglia, nduja, tipic zonei Cosenza și zonelor muntoase din Aspromonte, se face prin umplerea unui intestin subțire (cum ar fi cârnați) cu carne musculoasă, plămâni și inimă de porc și apoi se adaugă ardei iute roșu picant măcinat, pentru a da o aromă picant și o culoare roșiatică.

## Brânzeturi

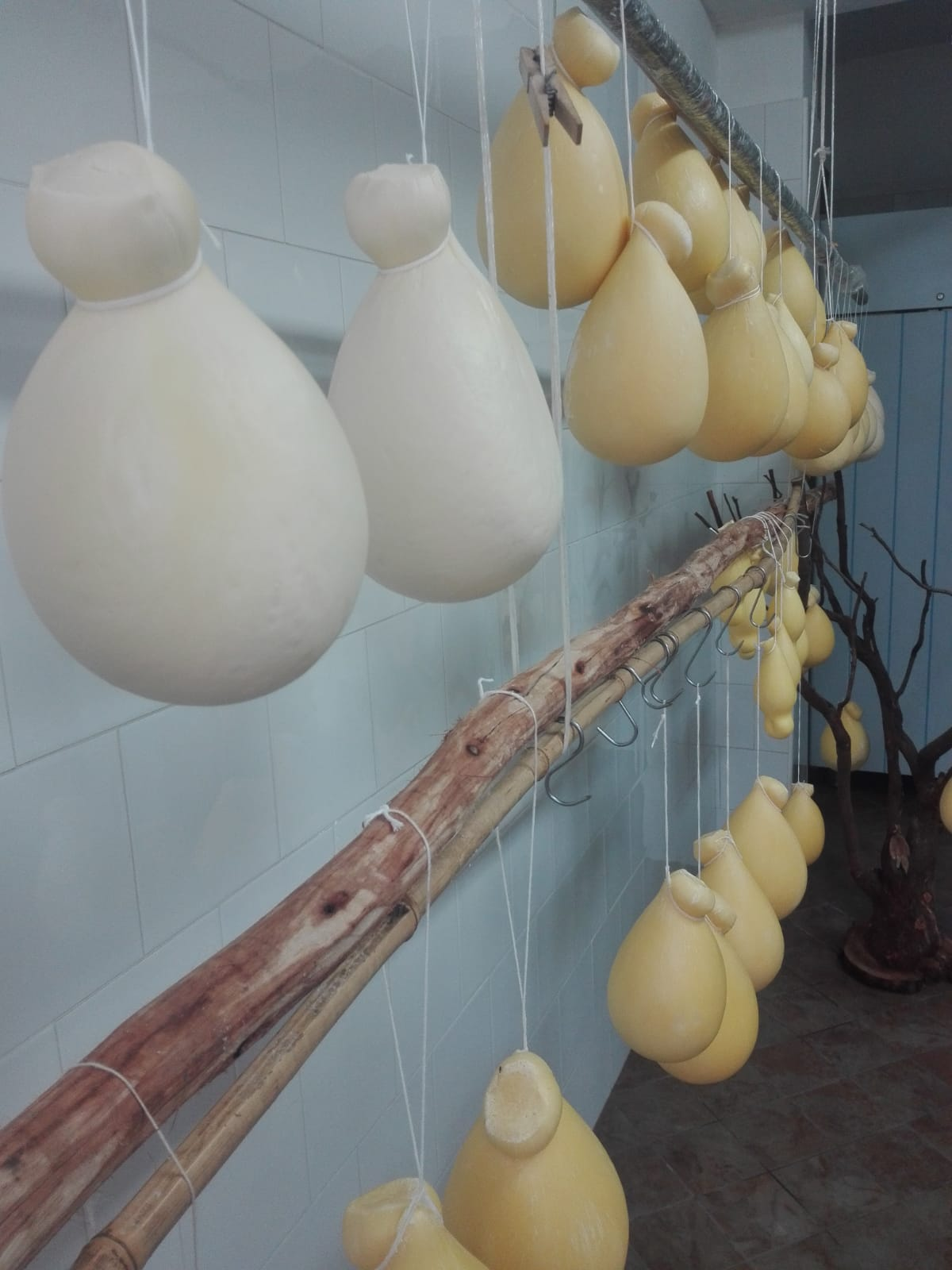
Caciocavallo di Ciminà

- Crotonese Pecorino;
- Provola silana;
- Caciocavallo silano;
- Pecorino del Monte Poro;
- Caprino della Limina;
- Pecorino del Pollino;
- Pecorino dell'Aspromonte;
- Pecorino di Cardeto;
- Pecorino della Locride;
- Caciocavallo di Ciminà.
- Brânză de capră Nicastre

## Ricotta
- Ricotta afumată crotoneză;

Smoked Ricotta di Mammola

- Ricotta de capră afumată de la Mammola;
- Ricotta sarata;
- Ricota de capra;
- Ricota de oaie;

## Dulciuri

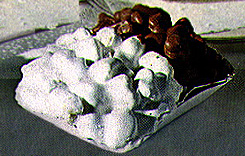
the pignolata Reggina

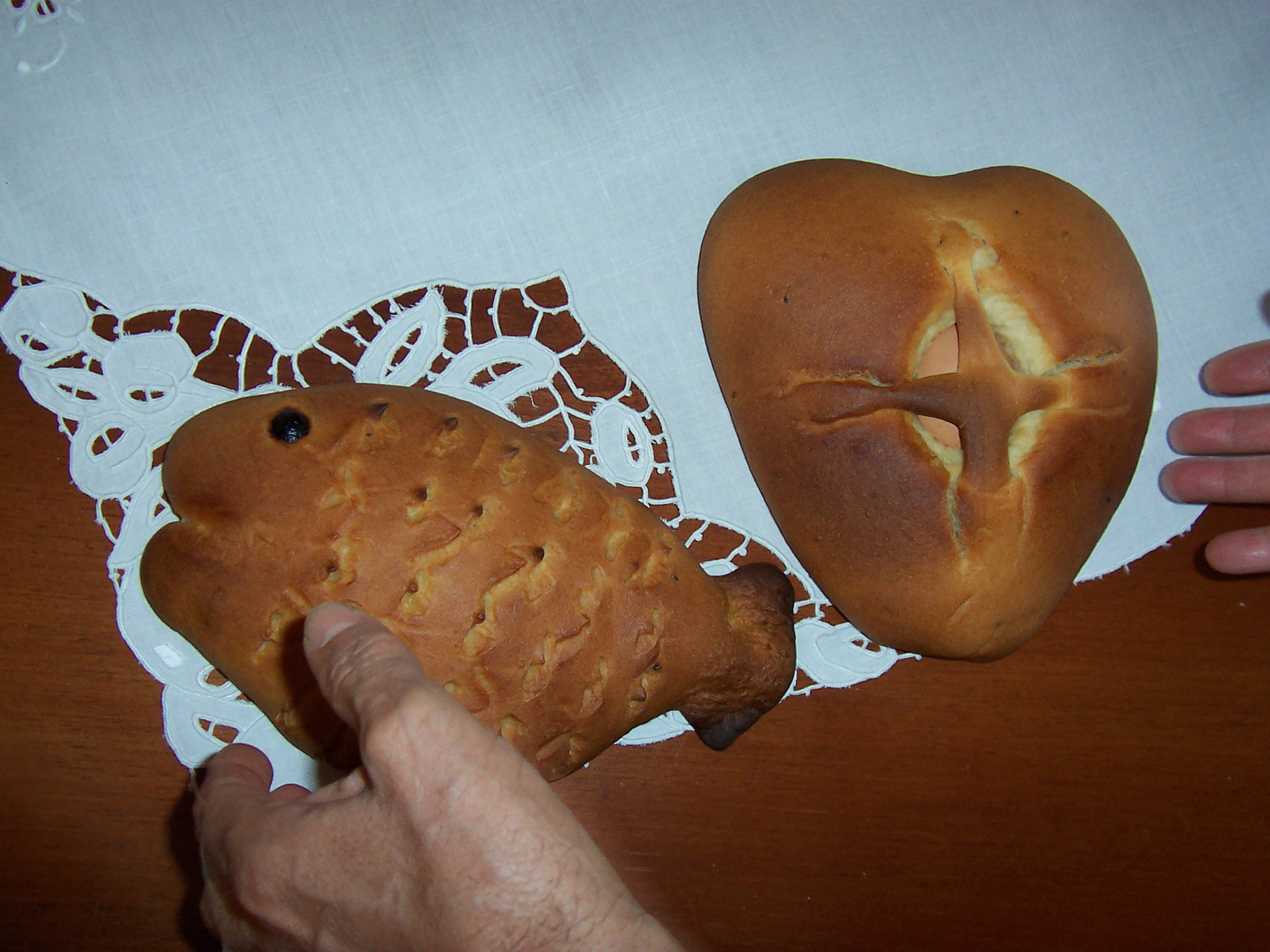
Cuzzupa

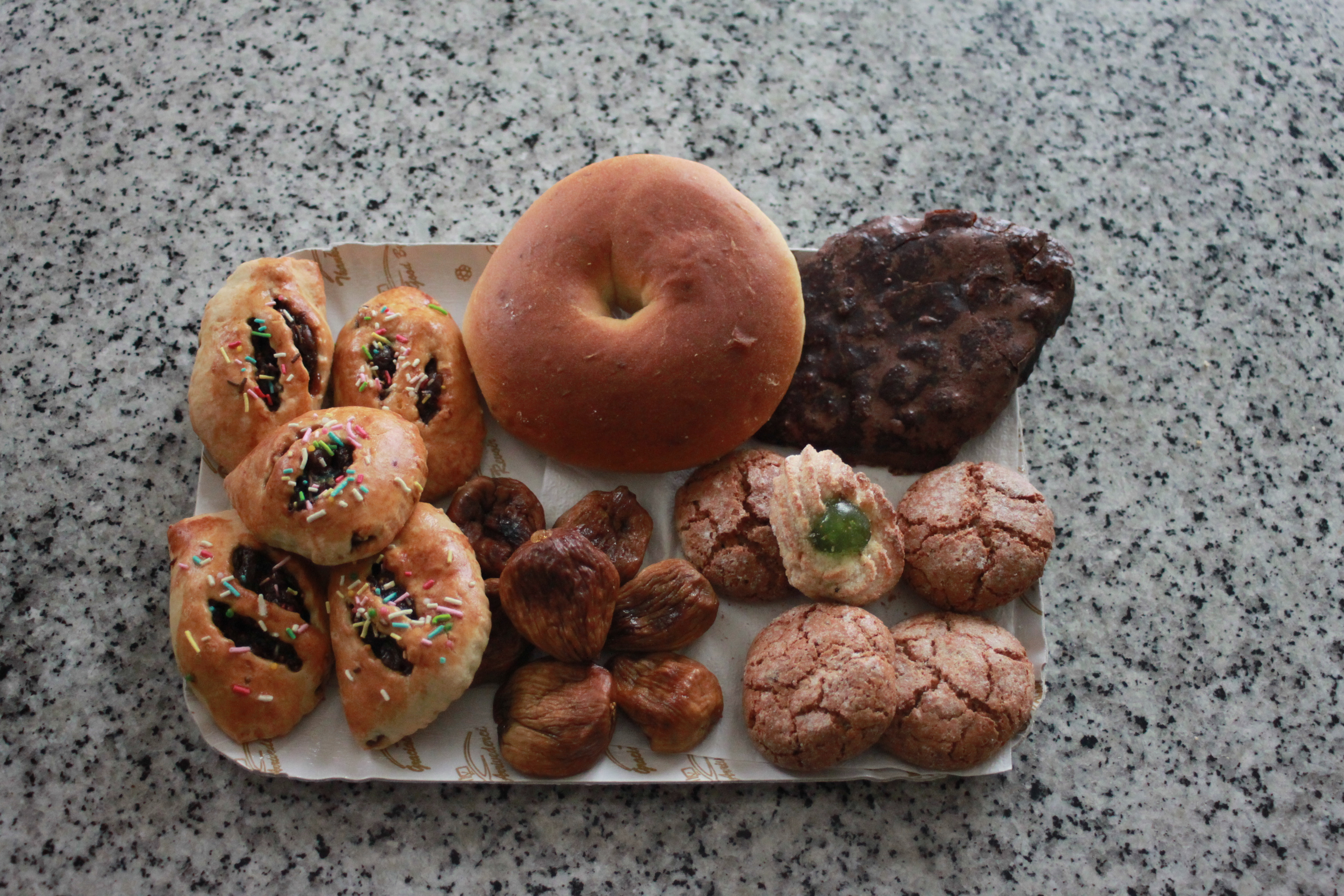
Amaretti, pitta di San Martino, chjinuli, smochine uscate și biscuiți

- Lumini sau 'jeleuri:' produse de patiserie preparate asezand intre doua straturi un strat de pasta de migdale alba (migdale curatate de coaja, macinate foarte fin si fierte cu zahar) din pasta de migdale inchise la culoare (migdale prajite in coaja lor, macinate foarte fin si fierte cu zahar, cacao, cuisoare si scortisoara). La final se decorează cu glazură. Sunt tipice pentru Tropea Crăciun;
- Mastazzola, biscuiti tipici facuti cu miere. Mastazzola din Soriano Calabro sunt bine cunoscute.
- Înghețata calabreză este considerată de mulți o adevărată specialitate tipică, renumite sunt de fapt:
  - înghețata artizanală din Reggio și Bagnara Calabra;
  - piesa tare a lui Gioiosa si Mammola;
  - trufa Pizzo inghetata cu aroma de alune si ciocolata a carei forma aminteste de cea a trufei;
  - Jacursoînghețata de casă;
- Cannarìculi: biscuiti din traditia Ionica superioara de Craciun cu vin fiert si miere;
- Cuddhuraci sau cudduredda: desert tipic de Paste din Reggio;
- Cullurelli: desert tipic de Crăciun
- Cururicchi (sau curujicchi): de Crăciun, prăjituri de cartofi prăjiți;
- Chiacchiere, dulciuri prajite la carnaval;
- Chinuliji: dulciuri prăjite umplute cu un amestec făcut din năut și fructe uscate care sunt preparate de obicei în Pizzo Calabro în perioada Crăciunului;
- Crispeddi cu' meli: aluat prajit in ulei de masline si apoi condimentat cu miere fierbinte;
- Crustuli, turdiddri sau turdilli: desert tipic de Crăciun din Cosenza . Sunt găluște din aluat prăjit făcute cu făină, zahăr, vin muscat și ulei, acoperite de obicei cu miere de smochin sau de albine;
- Cupeta: nuga tipica din Montepaone (CZ), preparata cu miere, susan si vin fiert;
- Cuzzupa sau sguta; acest desert este pregatit pentru sarbatorile pascale, aproape pe intreg teritoriul Calabriei. Cuzzupa consta intr-un desert de tip brioche care se face cu forme de bun augur de pasari, pupe sau coroane in care sunt introduse pentru decor pe suprafata oualor. Sguta are forma unei gogoși mici decorate cu un ou în centru;
- Prăjituri umplute cu crema de bergamota din Reggio Calabria;
- Marzelletti, biscuiti tipici din Soriano Calabro facuti cu miere si migdale;
- Nacatole, dulciuri tradiționale din provincia Reggio;
- 'Ncinetti: biscuiti acoperiti cu glazura de zahar, tipici provinciei Vibo Valentia. Se pregătesc de nunți și de Paște;
- Giurgiulena: este un desert tipic de Crăciun, folosit în bucătăria calabreză. Ingredientul principal este susanul, care în calabreză este indicat cu termenul "giuggiulena" (giurgiulena). Reteta are la baza compozitia de seminte de susan turnate in miere si fixate prin caramelizarea zaharurilor (in varianta imbogatita se adauga si coaja de portocala confiata), asemanatoare nuagului;
- Pitta 'mpigliata din San Giovanni in Fiore este un desert tipic de Crăciun; este alcătuit dintr-un aluat subțire umplut cu nuci, migdale, stafide, miere și răsucit pe el însuși pentru a forma o prăjitură. Își ia denumirea caracteristică din faptul că, odată răsucite, prăjitura se leagă cu o sfoară pentru a-l menține în formă în timpul gătirii la cuptor;
- Chinuliddre de Crăciun: desert tipic prăjit din Cosenza. Se compune dintr-o semilună de aluat praf umplut cu muștar sau ciocolată. Odată prăjit se acoperă cu miere de smochin sau de albine;
- Ginetti sunt gogoși prăjiți acoperiți cu glazură de zahăr tipic din Spezzano della Sila și din zona Cosenza. Sunt deserturi de nuntă tipice (care doresc) împreună cu ciambrielli și pizzille;
- Ciambrielli: sunt mici dulciuri de patiserie sub forma unui mic sandviș rotund. Se acoperă apoi cu glazură de zahăr. Sunt deserturi tipice din Spezzano della Sila și din zona Cosenza care sunt pregătite la ocazii fericite precum nunți sau botezuri.
- Pizzille: sunt dulciuri mici pe bază de miere, care sunt apoi tăiate pe păr. Deserturi tipice din Spezzano della Sila și zona Cosenza și sunt pregătite la ocazii fericite precum nunți sau botezuri;
- Bucchinotti: sunt un desert tipic din provincia Cosenza. Acestea constau într-un cufăr de comori de patiserie care conține (cel puțin în Cosenza) „mostarda” (gem de struguri) sau chiar gemuri sau ciocolată de casă. Se prepară la cuptor în forme metalice speciale. Odată rece se pasează în zahăr pudră. Aceste dulciuri sunt preparate mai ales la ocazii festive;
- Varchiglia: un desert tipic din Cosenza care datează din 1300. Era un desert pregătit de călugărițe, Carmeliții Descalzi. Desertul are la bază migdale și ciocolată și încă mai are o formă tipică de barcă de la care probabil își trage numele. Este, în esență, un produs de patiserie care conține un interior de făină de migdale și zahăr care în final este acoperit cu un strat de ciocolată neagră;
- Scaliddre sau scalille: desert tipic de Crăciun. Desert prajit tipic din Cosenza pe baza de galbenusuri de ou, faina, anason si ulei. Se formează șiruri subțiri de aluat care sunt răsucite cu pricepere în jurul unui fus de lemn, dându-i astfel forma caracteristică a unei mici scări (în spirală). Se prajesc apoi in ulei adanc si odata reci sunt acoperite cu miere aromata cu scortisoara sau mai tipic cu glazura de zahar (numita "gileppo");
- 'Nzuddha: tipic pentru Festa Madonna din Reggio;
- Petrali: biscuiti de patiserie cu crusta scurta in forma de semiluna, umpluti cu smochine, ciocolata, cafea, nuci, migdale, coaja de portocala si citron si apoi copti;
- Pignolata: desert tipic din reggino format din bile de foietaj prajite in untura asamblate in forma de con de pin si acoperite în miere. Există un al doilea tip acoperit cu glazură de lămâie și ciocolată, sau glazură de bergamotă;
- Pipareddhi: asemănător cu stomatologia dar făcut cu migdale produse în orașul Reggio Calabria;
- Pitta di San Martino: desert preparat cu stafide;
- Pittapìa sau pittipìj: desert tipic de Crăciun din orașul Pizzo Calabro și din zona Vibo, care constă din aluat de prăjitură în formă de stea și umplut cu gem de struguri, scorțișoară, nuci de pin și multe altele.
- Sammartini: desert tipic calabrian de Crăciun;
- Stomatic: biscuit uscat din zahar caramelizat, faina, ulei, cuisoare si scortisoara, produs in zona Reggio;
- Susumelle: desert preparat cu stafide, miere si ciocolata;
- Canapee de budincă neagră dulce, desert preparat cu sânge de porc și ciocolată;
- Dita d'apostuli: pandispaniu foarte usor cu crema;
- Suspiri ri călugărițe: tipice în Bagnara Calabra, acoperite cu glazură albă sau ciocolată;
- Zeppola: desert tipic din San Giuseppe;
- Zippuli sau monaceji: dulce cu zahar, miere si stafide; sarat cu cartofi si faina;
- crema Reggina; pe bază de alkerme;
- Pastiera: foarte asemănătoare cu cea napolitană,
- Inghetata Turruni: nuga facuta cu fructe confiate tipice din Reggio.

## Pâine și produse din făină
- Pane di Cuti: paine de casa cu aluat si gatita in cuptorul cu lemne de la Cuti Rogliano;
- Pan'i Ranu: pâine de casă de la Seminara;
- Pani i Migliu o Maruggiu: pâine tipică de porumb de la Sant'Agata di Esaro;
- Pitticella ch'i frittuwi: pan-focaccia tipică Sant'Agata di Esaro dar făcută și în alte centre ale regiunii, are caracteristica de a conține trosnitori în interior sau cotlete de porc;
- Pitta și lestopitta: tipuri de pâine din zona Grecanic;
- Pitta umplută sau pitta chjina;
- Pâine de pizza: paine de porumb tipica din Mammola;
- Buggia conzata: buzunar de pâine umplut cu sos tipic zonei ionice inferioare din Catanzaro
- Pitta

<galerie>
File:Pitta.JPG|Tip de pitta
File:Mammola - Pane pizzata.JPG|Pane pizzata - pâine de porumb tipică de la Mammola
File:Buggia conzata.jpg|Buggia conzata: pungă de pâine umplută cu sos tipic zonei ionice inferioare din Catanzaro
</galerie>

## Fructe tipice
- Bergamotti (biergamotti/bagamorti)
- Cedrul (cedru)
- Smochine (în special smochine uscate) și pere ficoșe (fhica/fhica sicchi/fhica 'ndiani/ficarazzi)
- Noni anona
- Zinzuli (jujube)
- Merendelle (o varietate de piersici din zona Catanzaro)

## Vinuri

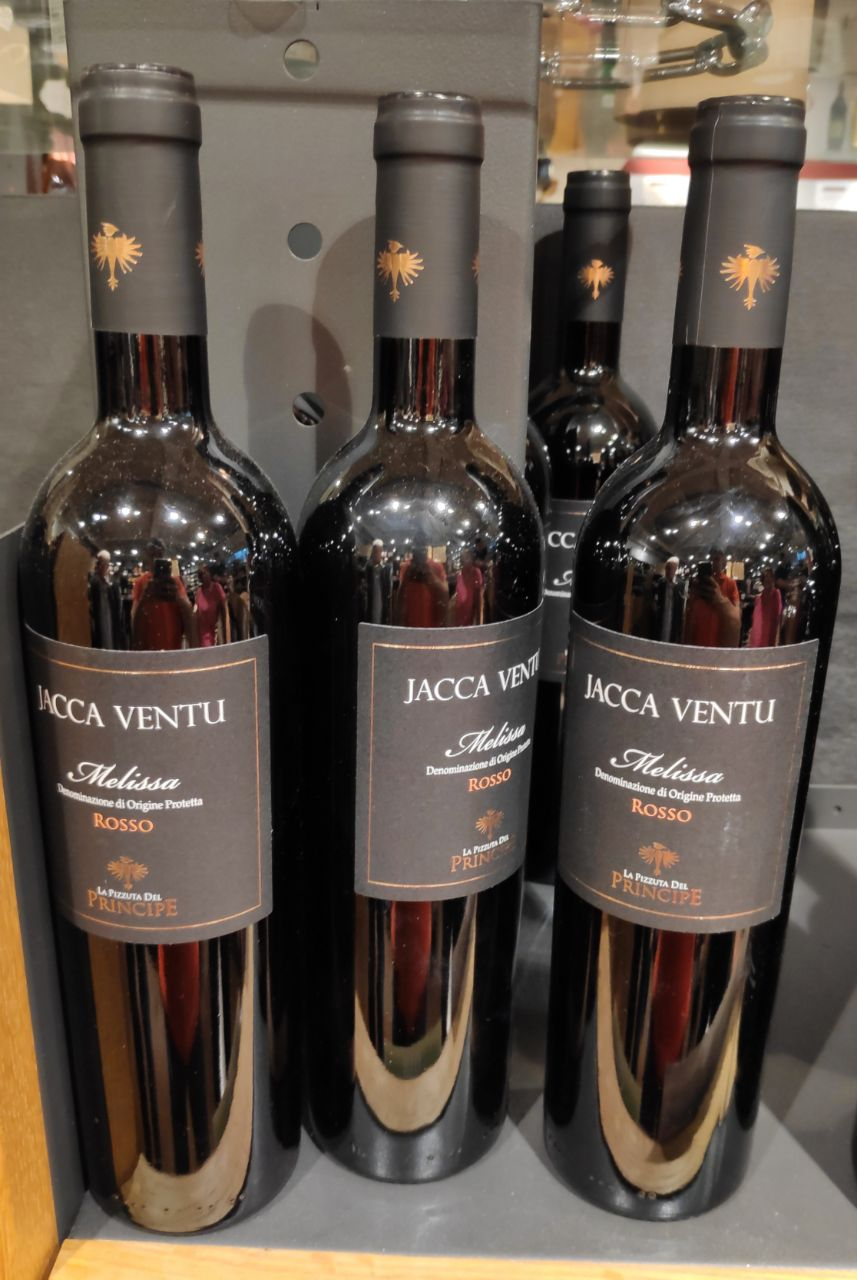
Vino DOC Melissa Rosso 2017 (2019)

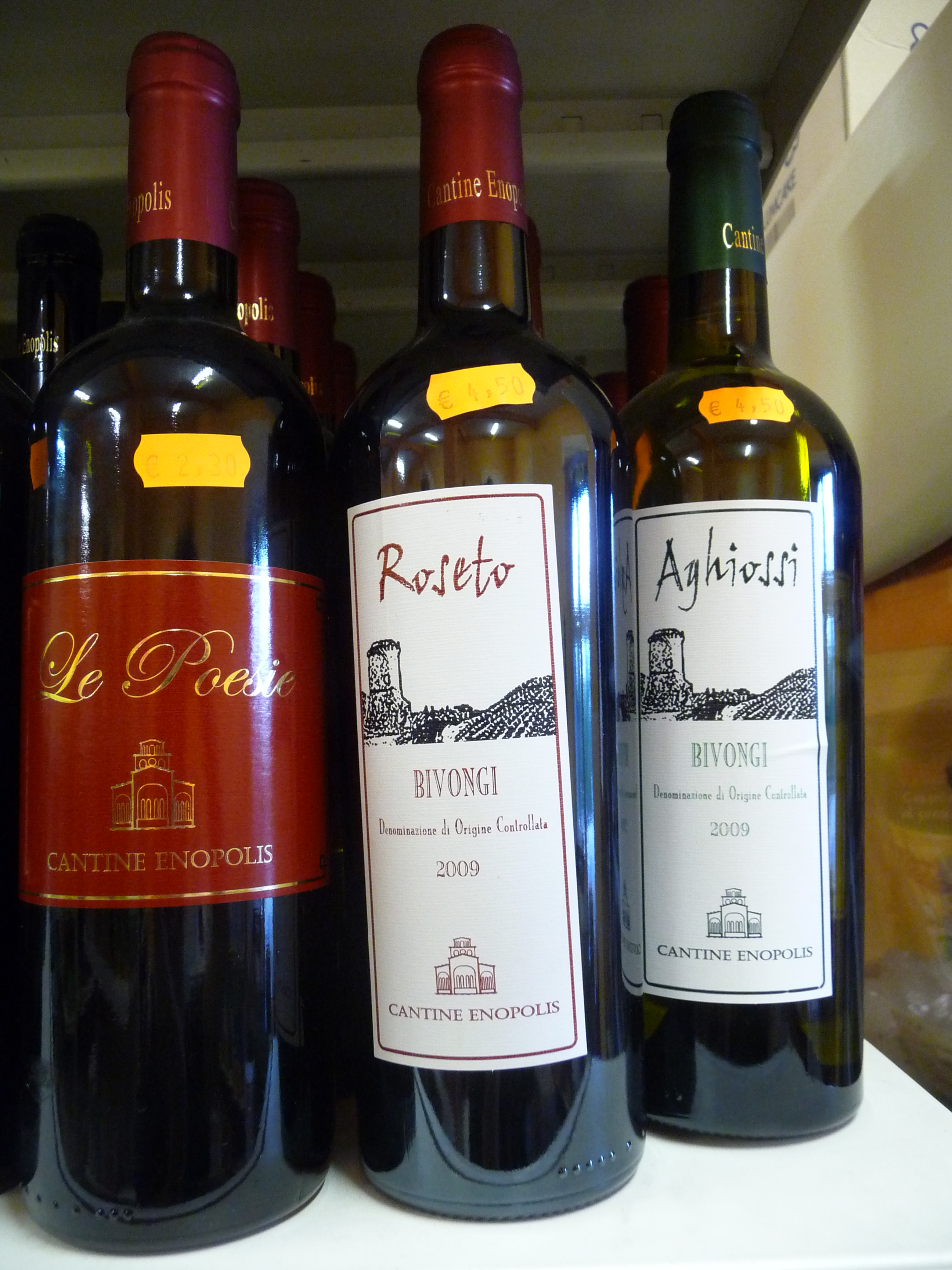
Bivongi rosso din 2009

Calabria, numită cândva Enotria (țara vinului), este deosebit de bogată în vinuri; mai multe viță de vie au fost introduse de primii coloniști greci.

### DOC
- Bivongi rosso în provinciile Reggio Calabria și Catanzaro
- Cirò în provincia Crotone
- Donnici în provincia Cosenza
- Greco di Bianco în provincia Reggio Calabria
- Lamezia Terme în provincia Catanzaro
- Melissa în provincia Crotone
- Pollino în provincia Cosenza
- Sant'Anna di Isola Capo Rizzuto roșu sau roze în provinciile Crotone și Catanzaro
- San Vito di Luzzi în provincia Cosenza
- Savuto în provinciile Cosenza și Catanzaro
- Scavigna în provincia Catanzaro
- Verbicaro în provincia Cosenza

### IGT
- Arghillà în provincia Reggio Calabria.
- Calabria pe întreg teritoriul regiunii Calabria.
- Condoleo în provincia Cosenza.
- Costa Viola în provincia Reggio Calabria.
- Esaro în provincia Cosenza.
- Lipuda în provincia Crotone.
- Locride în provincia Reggio Calabria.
- Palizzi în provincia Reggio Calabria.
- Pellaro în provincia Reggio Calabria.
- Scilla în provincia Reggio Calabria.
- Val di Neto în provincia Crotone.
- Valdamato în provincia Catanzaro.
- Valea Crati in provincia Cosenza.
- Valea Savuto din provincia Cosenza.

### Produse agroalimentare tradiționale
Ministerul Politicilor Agricole și Alimentare, în colaborare cu Regiunea Calabria, a recunoscut 272 de produse calabreze drept „tradiționale”

## Apa

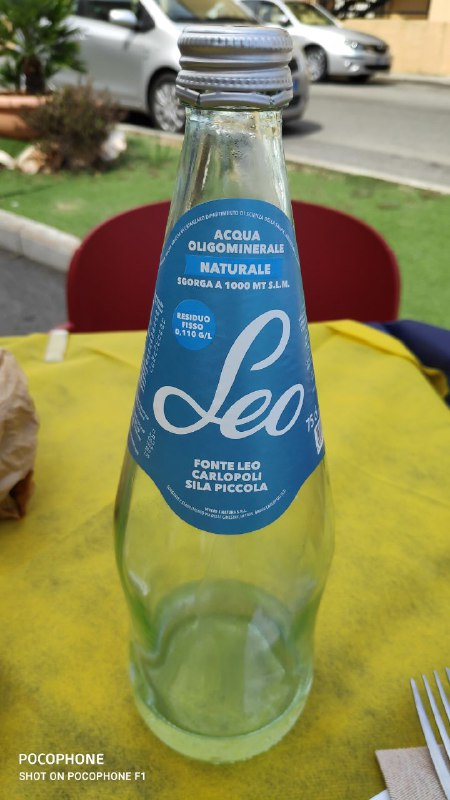
Acqua Leo di Carlopoli Sila Piccola (agosto 2020)

- Acqua Calabria
- Acqua Fabrizia
- Acqua Fontenoce
- Leo
- Mangiatorella

## Băuturi
- Moka Drink, sifon cu aromă de cafea din zona urbană Cosenza
- Romanella, sifon tipic de lamaie si cafea (Reggio Calabria)
- Brasilena
- Bergamella sau Bergotto, gazos cu Bergamotto din Reggio Calabria DOP
- Cedrata, bautura facuta din cedru
- Locretta, o sodă carbogazoasă de portocale, produsă anterior în regiune

<galerie>
File:Calabrian drinks with bergamot (august 2020).jpg|Drinks with bergamot (august 2020)
Fișier:Moka drink (2020).jpg|Moka drink (2020)
File:Brasilena.JPG|Brasilena
</galerie>

## Lichioruri
- Calabresella bitter
- Silan amar
- Amaro de stareț
- Amarotto

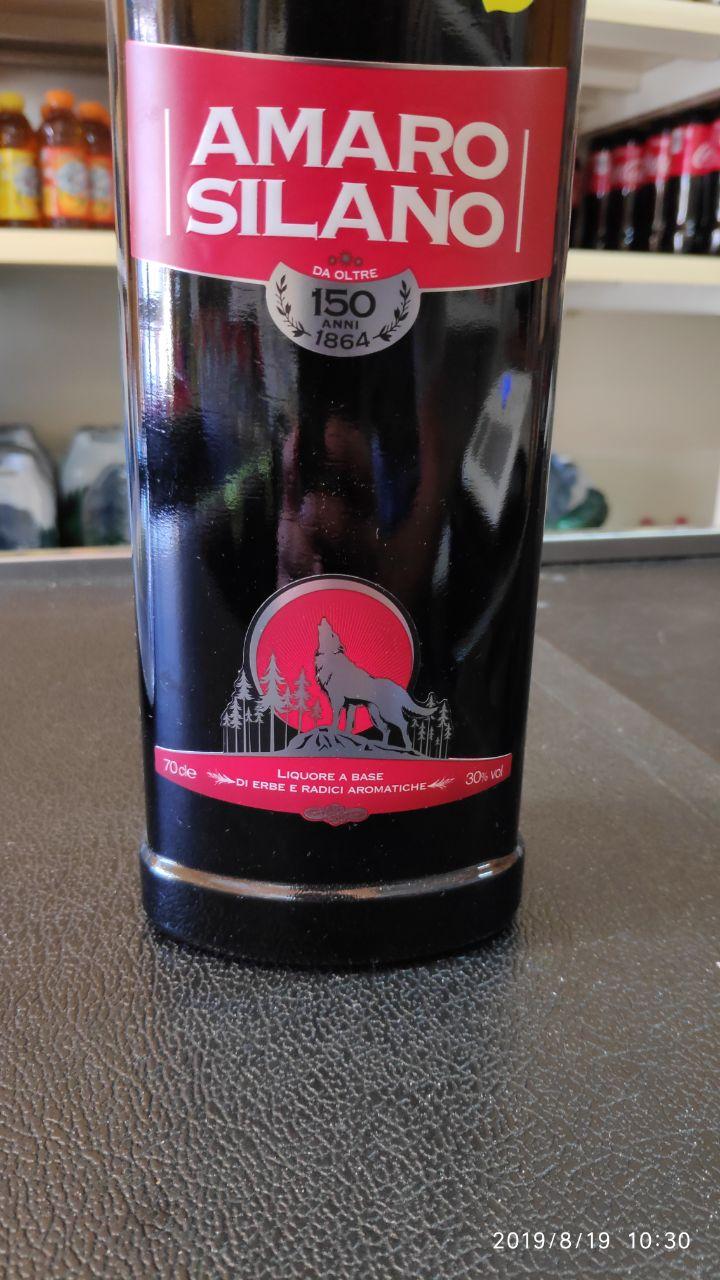
Amaro Silano (2019)

- Vecchio Amaro del Capo cu medalie de aur la categoria sa la Concours Mondial de Bruxelles-Spirits Selection din 2014 din Florianópolis
- Jefferson din Vecchio Magazzino Doganale, cel mai bun lichior din lume în 2018 la World's Drink Awards
- Kaciuto
- Kephas
- Bergamino sau Bergamello (bergamot lichior)
- Lemn dulce
- Licorice di Rossano (lichior de lemn dulce)
- Cedrul lichior
- Pollino
- Rupes, câștigătorul celui mai bun lichior din lume în 2020 la World's Liqueur Awards
- Zagara
- Lichior de mandarină
- Nocino
- Piparello (lichior pe bază de ardei iute cu aromă de portocale, tipic Reggino)[15]
- Paesanella (grappa tare)

## Prodotti DOP e IGP
- Bergamotto di Reggio Calabria DOP
- Capocollo di Calabria DOP
- Cipolla Rossa di Tropea IGP
- Clementine di Calabria IGP
- Pancetta di Calabria DOP
- Salsiccia di Calabria DOP
- Soppressata di Calabria DOP
- Limone di Rocca Imperiale IGP
- Torrone di Bagnara IGP
- Caciocavallo silano DOP
- Pecorino Crotonese DOP
- Liquirizia di Calabria DOP
- Fichi di Cosenza DOP
- Tartufo di Pizzo IGP
- Patata della Sila IGP
- Olio Extravergine di Oliva Alto Crotonese DOP
- Olio Extravergine di Oliva Lametia DOP
- Olivo Extravergine di Oliva Bruzio DOP